# Marcellin Babey
Marcellin Babey, historien de l’architecture, musicien, tourneur sur bois et restaurateur d’édifices anciens est né le 21 décembre 1956 à Porrentruy. D’origine suisse, il est établi depuis 1990 à Donzy-le-Pertuis dans le département de Saône-et-Loire, en France.

## Biographie
Né à Porrentruy, alors dans le canton de Berne, en Suisse, fils de Michel Babey (1929-2015), un professeur de mathématiques féru d’histoire, Marcellin Babey étudie à l’université de Lausanne, où il se forme notamment à l’histoire de l’art monumental régional sous l’égide du professeur Marcel Grandjean. Ayant obtenu sa licence en Lettres en 1981, il devient assistant de recherches à l’École polytechnique fédérale de Lausanne.
Objecteur de conscience en 1979, Marcellin Babey a subi huit peines d'emprisonnement pour refus de servir dans l’armée suisse et pour refus de payer la taxe militaire. Son épais dossier documentaire est archivé à Lausanne au Centre pour l'action non-violente.
À 27 ans, il change de vie, entreprenant avec des amis et un petit âne un long périple pédestre jusqu’à Saint-Jacques de Compostelle (3 500 km aller-retour). Puis, rentré au pays, il renoue avec une tradition familiale en embrassant un métier du bois (un arrière-grand-père était charpentier). Babey reprend donc à Lausanne un atelier de tourneur où il reconstitue entre autres d’anciens modèles de cornemuses. Comme l’attestent les sculptures des stalles du XVIe siècle de la cathédrale de Lausanne sur lesquelles on observe notamment une laie jouant de la cornemuse, cet instrument, comme bien d’autres, était pratiqué dans le canton de Vaud jusqu’à l’interdiction de la danse, à partir du XVIe siècle, par les nouvelles autorités protestantes bernoises. Cette activité créative et musicale de Babey est documentée en 1989 par un film de Jacqueline Veuve.
Installé depuis 1990 à Donzy-le-Pertuis, l’historien-artisan continue à y produire divers objets en bois tourné, tout en étendant ses activités à la restauration d’édifices anciens et à la recherche historique.
Animateur de séminaires relatifs au patrimoine monumental de Bourgogne, Babey documente ce domaine de prédilection par des recherches historiques et architecturales approfondies, qu’il publie dans des périodiques ou recueils très divers. Cette activité a été éclairée en 2015 par l’une des émissions phares de la Télévision suisse romande, Passe moi les jumelles. Ses travaux sont dispersés dans des médias relativement peu connus.
Marcellin Babey réalise avec Émeline Daniel (historienne de l’art puis animatrice des Musées de Bourges) une série de dossiers-reportages radiophoniques de 25 minutes intitulés « Histoires buissonnières », consacrée au patrimoine du département de Saône-et-Loire. Vingt-sept sujets sont diffusés sur les ondes de RCF-71 (Radio chrétienne francophone) à partir de septembre 2004.

## Principales publications
- Marcellin Babey et Jean-Daniel Pellet, Favre, Lausanne, Piantanida, 1977, 91 p. Présente les branches romandes de cette famille.

- Marcellin Babey, « Le Doubs », Industriearchäologie, Umiken, no 3 « IA in Schweden, Le Doubs (Mühlen und Sägen) »,‎ 1978, p. 8-12 (en français) Inventaire de terrain, réalisé à pied, de tous les vestiges d’activités industrielles (moulins, scieries, tuileries, verreries, forges…) situées dans le canyon du Doubs entre sa source et Saint-Ursanne.

- Marcellin Babey, La maison paysanne jurassienne entre la Ferrière, Les Breuleux & Le Noirmont, mémoire pour obtenir la licence en histoire de l’art, Université de Lausanne, 1981 Étude monographique réalisée à partir d’une visite exhaustive de 140 bâtiments du Haut-Plateau jurassien, mettant en évidence une frontière socio-culturelle, nettement lisible dans l’urbanisme et l’architecture, bien qu’indétectable sur le plan de la géographie physique.

- Jean-Nicolas Barbier et Marcellin Babey (analyse historique et commentaires), Au moulin de Courfaivre pendant la Révolution française : journal manuscrit de Jean-Nicolas Barbier, meunier à Courfaivre pendant la Révolution française 1794-1796, Moutier, éd. de la Prévôté, 1981.

- Marcellin Babey, « L’artisanat », dans Pays Jurassien, t. II : Des travaux et des hommes, Porrentruy, Société jurassienne d’émulation, p. 57-108

- Marcellin Babey, Histoire du village, Institut de recherche sur l’environnement construit ; École polytechnique fédérale de Lausanne, coll. « Le cas des Genevez » (no 2), 1982, 127 p.

- Marcellin Babey, Histoire du village, Institut de recherche sur l’environnement construit ; École polytechnique fédérale de Lausanne, coll. « Le cas de Chevenez » (no 2), 1985, 228 p.

- Marcellin Babey, « La maison de Haute-Ajoie », L’Hôtâ, Association de sauvegarde du patrimoine rural jurassien (ASPRUJ), no 7,‎ 1982, p. 21-26 (présentation en ligne) Une typologie très spéciale de maison rurale en pierre dont les témoins se raréfient dangereusement et qui plonge ses racines dans le Moyen Âge.

- Marcellin Babey, Vieilles pierres d'Erguël et des Franches-Montagnes : Hôtâ spécial, Association de sauvegarde du patrimoine rural jurassien (ASPRUJ), 1988, 95 p.

- Marcellin Babey, Jean-Denis Salvèque et Michel Bouillot (dessins), « Bouguesault, un domaine rebâti par Guillaume Rolin à Martigny-le-Comte », Annales de Bourgogne, no 68.1,‎ 1996, p. 5-34 Analyse du bâti, suivie d’une recherche documentaire, pour décrypter la curieuse configuration d’une ruine dans la campagne charolaise, ancienne habitation de communauté.

- Marcellin Babey, « Les cheminées centrales du Mâconnais », Bulletin de la Société des amis des arts et des sciences de Tournus, t. XCVIIII,‎ 1999-2000, p. 173-206 Étude consacrée aux communautés taisibles, à partir de la découverte archéologique des vestiges de cheminées centrales, que personne n’avait signalées jusque-là dans cette région.

- Marcellin Babey, « Influence du droit dans l’architecture vernaculaire : l’exemple des cheminées centrales du XVe au XVIIIe siècle », Association bourguignonne des Sociétés Savantes, no 73 « 12e colloque, 2002 : Permanences et ruptures dans le monde rural du Moyen Age à l’époque contemporaine »,‎ 2004, p. 91-98

- Marcellin Babey, Histoire et patrimoine de La Motte-Saint-Jean, La Grand’Houlle, La Motte St-Jean, Association La Grand’Houlle, 2003, 20 p. Dans le cadre d’une tentative de sauvetage de ce monument du XVe siècle en péril, ancienne communauté taisible instituée par Lourdin de Saligny. Investigations dans les archives privées pour mettre en corrélation les textes avec la lecture du bâti.

- Marcellin Babey, « Shalom, Pax, La paix de Dieu, inscriptions pieuses de maison au XVIIe siècle dans les Montagnes jurassiennes », L’Hôtâ, Delémont, Association de sauvegarde du patrimoine rural jurassien (ASPRUJ), no 28,‎ 2004, p. 69-77 (présentation en ligne) Étude consacrée aux pratiques religieuses domestiques et à leurs traces pérennes sur les murs de la maison rurale ; en collaboration avec des théologiens.

- Marcellin Babey, « La maison Criblez-Bessire à Péry », L’Hôtâ, Delémont, Association de sauvegarde du patrimoine rural jurassien (ASPRUJ), no 30,‎ 2006, p. 87-96 (lire en ligne) Monographie historique et analyse architecturale.

- Marcellin Babey, « 1100 ans d'une abbaye d'exception, le pouvoir de Cluny », Histoire et images médiévales, no 31,‎ avril-mai 2010, p. 29-64 Contenant les notices « Introduction », « Soigner par charité chrétienne », « Les bâtiments hospitaliers », « un nouvel hôpital au XIIIe siècle », « Le mystère Ponce »,  « Limoges et Cluny », « Cluny et Compostelle », « Cluny, un parfum d'Orient ».

- Marcellin Babey et Luc Bron, « Une rénovation originale à Berlincourt », L’Hôtâ, Delémont, Association de sauvegarde du patrimoine rural jurassien (ASPRUJ), no 34,‎ 2010, p. 47-58 (lire en ligne)

- Marcellin Babey, « Le Collectaneum, un manuscrit redécouvert de l'ancienne abbaye de Cluny », Annales de l'Académie de Mâcon,‎ 2011, p. 112-115 Dans le cadre du 1100e anniversaire de l'Abbaye de Cluny.

- Marcellin Babey, « La Diète impériale de Saint-Romain-des-Îles en 842 », Bulletin de la Société des amis des arts et des sciences de Tournus, t. CXIII,‎ 2014

- Marcellin Babey, « Constantin le Grand à Tournus : Étude iconographique de la galilée de l'abbatiale Saint-Philibert », Artibus et Historiæ, Cracovie, Institute for Art Historical Research (IRSA), no 72,‎ 2015, p. 9-61 (présentation en ligne, lire en ligne)

- Marcellin Babey et les Amis de la Grand'Houlle, Autour du même feu : la communauté rurale de la Grand'Houlle à La Motte-Saint-Jean, Gueugnon, Dardon publications, 2018

- Marcellin Babey, Romainmôtier, Paray le Monial et le Testament d’Adélaïde : textes, t. I, 2019, 32 p. (lire en ligne)
  - Marcellin Babey, Romainmôtier, Paray le Monial et le Testament d’Adélaïde : annexes et illustrations, t. II, 2019, 28 p. (lire en ligne)

- Marcellin Babey, L'autel-cippe de Saint-Marcel-de-Careiret : genèse d'une stèle mérovingienne, 2019, 47 p. (lire en ligne)

- Marcellin Babey, La construction de l'église de Saint-Albain : Étude généalogique et historique, 2019, 32 p. (lire en ligne)
  - Marcellin Babey, La construction de l'église de Saint-Albain : Illustrations, 2019, 10 p. (lire en ligne)

- Marcellin Babey, L'église de Saint-Albain (71), mausolée du comté de Mâcon : étude iconographique, 2019, 28 p. (lire en ligne)
  - Marcellin Babey, L'église de Saint-Albain (71), mausolée du comté de Mâcon : illustrations, 2019, 20 p. (lire en ligne)

- Marcellin Babey, François Ier à Chalon-sur-Saône : la reconstruction de Saint-Martin de Chapaize, de Sainte-Marie de Lancharre et la genèse du château de Cormatin : texte, t. I, 2019, 90 p. (lire en ligne)
  - Marcellin Babey, François Ier à Chalon-sur-Saône : la reconstruction de Saint-Martin de Chapaize, de Sainte-Marie de Lancharre et la genèse du château de Cormatin : illustrations, t. II, 2019, 34 p. (lire en ligne)
- Marcellin Babey, Les hautes sources : prémices monastiques de Cluny (587 - 935) et de Tournus (842 - 1241), Volume 1 : texte, 364 p. 
  - Marcellin Babey, Les hautes sources : prémices monastiques de Cluny (587 - 935) et de Tournus (842 - 1241), Volume 2 : annexes et illustrations, 158 p.
- Marcellin Babey, Recours aux sources : le comte Hugues-le-Noir et son ombre : une biographie d’après les sources primaires. 900-950, 170 p. Volume 1 : texte, 
  - Marcellin Babey, Recours aux sources : le comte Hugues-le-Noir et son ombre. Volume II : annexes (tableaux, bibliographie, glossaire, index), 
  - Marcellin Babey, Recours aux sources : le comte Hugues-le-Noir et son ombre une biographie d’après les sources primaires 900-950. Volume III : cartes, tableaux généalogiques et illustrations, 2021 (lire en ligne)
  - Marcellin Babey, Trésor monétaire de Cluny : son propriétaire identifié ?, 2022 [6]
  - Marcellin Babey, La nef romane de Saint-Philibert de Tournus, étude structurelle, iconographique, et historique, volume I : texte , 169 pages ; volume II : illustrations , 82 pages ; volume III : annexes, dont index nominum, 28 pages. Academia, 2024
  - Marcellin Babey, De castor, d’iris et de lierre ; Nature et culture : trois exemples de transmission naturaliste, 16 pages, Academia 2024

## Filmographie
- Jacqueline Veuve, réal. ; Jean-Marc Henchoz, prod. ; musique [folklorique], Marcellin Babey, Lausanne, tourneur sur bois, [Lausanne] : Aquarius Film Bois ; Genève : Télévision Suisse Romande [co-prod.] ; Paris : La Sept [co-prod.], cop. 1989
- « Marcellin, la vie à pleines mains », émission de la Radio télévision suisse Passe-moi les jumelles, 6 novembre 2015, durée 27 minutes, voir en ligne